# Пигментный эпителий сетчатки
Пигментный эпителий сетчатки (англ. retinal pigment epithelium; RPE) — один из десяти слоев сетчатки глаза позвоночных. Представляет собой слой пигментированных эпителиальных клеток, который находится вне нервной части сетчатки (pars nervosa); он обеспечивает питательными веществами фоторецепторы и плотно связан с нижележащей сосудистой оболочкой и слабо — с фотосенсорным слоем (находится над ним). Пигментный эпителий сетчатки собственно и представляет собой пигментную часть сетчатки (pars pigmentosa).
При препарации глазного яблока вслед за изъятием стекловидного тела проходит отслоение сетчатки без пигментного эпителия.

## Строение
Пигментный эпителий сетчатки образован одним слоем гексагональных эпителиальных клеток, имеющих большое количество меланосом, содержащих пигмент меланин. Базальной мембраной для пигментного эпителия служит самый внутренний слой мембраны Бруха. В центре, вблизи жёлтого пятна, эпителиоциты выше, на периферии сетчатки становятся несколько шире и ниже. Ядра у пигментоцитов размещены ближе к базальному «светлому» полюсу, на апикальном полюсе присутствует большое количество микроворсинок (ресничек) и меланосом, которые словно укутывают внешний сегмент фоторецепторных клеток. Различают длинные и короткие микроворсинки. Короткие микроворсинки соединяются с концами наружных сегментов фоторецепторов, а длинные — расположены между внешними сегментами.
Мышца-расширитель зрачка происходит из пигментного эпителия сетчатки, и её гладкомышечные клетки пигментированы.

## Функции
- Поглощение света. Меланосомы эпителиоцитов обеспечивают поглощение большей части света, который попал в глаз и не поглотился фоторецепторами. Поглощение световых лучей препятствует отражению и рассеянию света по сетчатке, что позволяет сохранить контрастность и чёткость изображения. Под действием света меланосомы эпителиоцитов мигрируют в апикальную поверхность клеток, в микроворсинки, чтобы укутать внешние световоспринимающие сегменты фоторецепторов. В темноте меланосомы в определенной степени возвращаются обратно в центральную часть клетки при участии микрофиламентов и гормона меланотропин. Функцию поглощения света обеспечивают главным образом длинные микроворсинки.
- Фагоцитоз отработанных дисков фоторецепторов. В процессе деятельности фоторецепторов образуется большое количество отработанных мембранных дисков со зрительным пигментом. Они подлежат фагоцитозу короткими микроворсинками пигментоцитов. Эти клетки также обеспечивают поставку необходимых веществ для восстановления мембраны фоторецепторов. Каждый пигментоцит ежесуточно фагоцитирует 2-4 тысячи отработанных дисков.
- Запасание витамина A, предшественника ретиналя. При поглощении фотона 11-цис-ретиналь изомеризируется в транс-ретиналь, и проходит формирование электрического импульса. Восстановление 11-цис-ретиналя проходит значительной мере с участием пигментоцитов.
- Обеспечивает выборочную поставку необходимых питательных веществ фоторецепторам от сосудистой оболочки и отвод продуктов распада в обратном направлении. Эта функция обеспечивается преимущественно короткими микроворсинками, которые сочетаются с концами наружных сегментов фоторецепторов. Пигментный эпителий сетчатки обеспечивает так называемый внешний гемато-ретинальный барьер, который препятствует попаданию в сетчатку из хориокапилляров больших молекул.
- Отвод воды и ионов. Пигментный эпителий обладает способностью активно отводить ионы из межклеточного пространства. Вследствие уменьшения осмотического давления, отводится и вода. Этим достигается адгезия наружных слоев сетчатки и уменьшается возможность её отслоения.
- Отвод лишнего тепла к сосудистой оболочке.

Таким образом, пигментный эпителий, фоторецепторы и хориоидеа представляют собой функциональное единство.

## Клиническое значение
У альбиносов имеет место нарушение синтеза меланина, и в пигментном слое его почти нет. При нахождении альбиносов в ярко освещенной комнате, свет, попавший внутрь глазного яблока, отражается во всех направлениях непигментированной поверхностью сетчатки и ниже лежащими тканями. Это приводит к возбуждению одним отдельным лучом света большого количества палочек и колбочек, хотя у здорового человека возбуждается только несколько фоторецетпторов. Острота зрения у альбиносов даже при самой лучшей оптической коррекции редко превышает 0,2-0,1 (норма 1,0).
В течение жизни в пигментном эпителии проходит накопление конечных продуктов, что не полностью распались — липофусцина; также проходит откладывание его между пигментным эпителием и мембраной Бруха в виде друз. Друзы является признаком развития возрастной макулодистрофии.
Нарушения со стороны пигментного эпителия сетчатки имеют место и при пигментном ретините.
При нарушении гемато-ретинального барьера (например, при сахарном диабете) развивается диабетическая ретинопатия.